# آلباتروس سلوین
آلباتروس سلوین (نام علمی: Thalassarche salvini) نام یک گونه از سرده آلباتروس‌های پشت‌سیاه است.